# Anselmo Aramberri
Anselmo Aramberri Epelde (Deva, Guipúzcoa, España, 24 de octubre de 1921 — Guecho, Vizcaya, 8 de octubre de 2000) fue un futbolista y entrenador español. Se desempeñaba en posición de defensa.

## Trayectoria
Su primer equipo como profesional fue el CA Osasuna en la temporada 1943-44. Después de pasar una temporada en el Racing de Santander, fichó por el Athletic Club en 1947. Debutó en Primera División, siendo jugador del Athletic Club, el 27 de septiembre de 1947 en un partido ante el Real Club Celta de Vigo, en el que los bilbaínos perdieron 5-1. Después de tres temporadas en el equipo vasco, fichó por el Real Murcia donde se retiró en 1953.

## Clubes
| Club                          | País   | Temporada |
| ----------------------------- | ------ | --------- |
| CA Osasuna                    | España | 1943-1944 |
| Real Racing Club de Santander | España | 1946-1947 |
| Athletic Club                 | España | 1947-1950 |
| Real Murcia C. F.             | España | 1950-1953 |

## Palmarés

### Campeonatos nacionales
| Título                          | Club          | País   | Año  |
| ------------------------------- | ------------- | ------ | ---- |
| Copa del Generalísimo de fútbol | Athletic Club | España | 1950 |